# هاميلتون فيش
هاميلتون فيش (بالإنجليزية: Hamilton Fish)‏ (3 أغسطس 1808 – 7 سبتمبر 1893)، هو رجل دولة أمريكي شغل منصب الحاكم السادس عشر لولاية نيويورك، وهو سيناتور أمريكي ووزير خارجية الولايات المتحدة. وعرف فيش بأنه «عمود» إدارة غرانت، واعتبره عديد الباحثين أحد أهم وزراء خارجية البلاد، وعرفت عنه فطنته وجهوده نحو الإصلاح والاعتدال الدبلوماسي. حل فيش مشكلة تعويضات ألباما مع بريطانيا العظمى من خلال تطويره لمفهوم التحكيم الدولي. ومنع الولايات المتحدة من شن الحرب مع إسبانيا على مسألة استقلال كوبا بتعامله الحكيم مع حادثة فرجينيوس. في عام 1875، بدأ فيش العملية التي أدت في النهاية إلى ضم هاواي، وذلك بالتفاوض على معاهدة تجارية متبادلة لإنتاج السكر في الدولة الجزيرة. كما نظم مؤتمر سلام ومعاهدة في واشنطن العاصمة بين دول أمريكا الجنوبية وإسبانيا. عمل فيش مع جيمس ميلتون تيرنر، أول قنصل أسود في أمريكا، لتهدئة حرب بين الليبيريين وشعب غريبو. وقال الرئيس غرانت أنه وثق برأي فيش في أغلب مشوراته السياسية.
فيش هو ابن عائلة ثرية وبارزة في نيويورك ودخل كلية كولومبيا في جامعة كولومبيا. دخل فيش نقابة المحاماة بعد تخرجه، وعمل مفوض عقود في نيويورك، وحاول الترشح دون جدوى لجمعية ولاية نيويورك عن حزب الويغ في عام 1834. بعد زواجه، عاد فيش إلى المشهد السياسي في نيويورك في عام 1843 وانتخب إلى مجلس النواب الأمريكي. وترشح لمنصب نائب حاكم ولاية نيويورك في عام 1846، وهزمه منافسه الديمقراطي المعادي للإيجارات. تم إخلاء المنصب في عام 1847، وترشح فيش مرة أخرى وانتخب لمنصب نائب الحاكم، ثم ترشح في العام التالي لمنصب الحاكم وفاز بالانتخابات، وظل في هذا المنصب لفترة واحدة. وفي عام 1851، انتخب إلى مجلس الشيوخ الأمريكي عن ولاية نيويورك وبقي لفترة واحدة، واكتسب خبرة مهمة في لجنة مجلس الشيوخ الأمريكي للعلاقات الخارجية. أصبح فيش جمهوريا بعد حل حزب الويغ. كان فيش وسطيا فيما يتعلق بمسألة الرق، ورفض قانون كانساس نبراسكا وتوسع الرق.
رحل فيش إلى أوروبا، ثم عاد إلى أمريكا وأيد ترشيح أبراهام لينكون للرئاسة في عام 1860. وخلال الحرب الأهلية الأمريكية، جمع فيش المال لتمويل جهود الاتحاد الحربية، وعمل في لجنة لينكون الرئاسية التي رتبت عمليات تبادل الأسرى بين القوات الاتحادية والكونفدرالية. عاد فيش للمحاماة بعد الحرب الأهلية وتقاعد من الحياة السياسية. ولكنه عاد مجددا بعد انتخب يوليسيس إس غرانت رئيسا في عام 1868، حيث عُيَّن وزير الخارجية في عام 1869. تولى فيش منصبه بحماس، فأعاد تنظيم المكتب الرئاسي، ووضع إصلاحات للخدمة المدنية. وخلال فترة ولايته التي استمرت ثمان سنوات، تعامل فيش مع الحرب الكوبية، وتسوية أزمة ألاباما، والنزاعات الحدودية بين كندا والولايات المتحدة، وحادثة فيرجينيوس. وضع فيش مفهوما جديدا عن التحكيم الدولي، حيث تتم تسوية النزاعات بين البلدان عن طريق المفاوضات بدلا من المواجهات العسكرية. وشارك فيش في النزاع السياسي بين السناتور تشارلز سامنر والرئيس غرانت ضمن جهود الأخير الفاشلة لضم جمهورية الدومينيكان. نظم فيش حملة بحرية في محاولة فاشلة لفتح التجارة مع كوريا في عام 1871. ترك فيش المنصب والسياسة في عام 1877، وعاد إلى حياته الخاصة واستمر في العمل في مختلف الجمعيات التاريخية. دخل نسله من الذكور في مجلس النواب الأمريكي لثلاثة أجيال. توفي فيش بسبب الشيخوخة في منزله الفاخر في ولاية نيويورك في عام 1893 وهو بعمر الخامسة والثمانين.
من ناحية تاريخية، لقي فيش الثناء لسلوكه الهادئ في الأوقات الصعبة، وصدقه، ووفائه، وتواضعه، وحنكته السياسية خلال فترة عمله في عهد الرئيس غرانت، وخدمته القصيرة في عهد الرئيس هايز. تُذكر معاهدة واشنطن بوصفها السمة المميزة لمسيرته المهنية، وبفضلها تحققت تسوية تعويضات ألاباما بشكل سلمي. تعامل فيش أيضًا ببراعة مع حادثة سفينة فيرجينوس، مما جنّب الولايات المتحدة خوض حرب مع إسبانيا. يغفل المؤرخون عن نجاح فيش في تحقيق السلام والهدنة في أمريكا الجنوبية. وعندما كان وزيرًا للخارجية، لم يُبدِ فيش التعاطف مع محنة الأمريكيين الأفارقة، وعارض ضم بلدان أمريكا اللاتينية. تقليديًا، يعتبر المؤرخون فيش أحد وزراء الخارجية الأبرز في أمريكا. وفيما بعد، عمل أحفاد فيش من الذكور في مجلس النواب الأمريكي لثلاثة أجيال متعاقبة.
من ناحية تاريخية، لقي فيش الثناء لسلوكه الهادئ في الأوقات الصعبة، وصدقه، ووفائه، وتواضعه، وحنكته السياسية خلال فترة عمله في عهد الرئيس غرانت، وخدمته القصيرة في عهد الرئيس هايز. تُذكر معاهدة واشنطن بوصفها السمة المميزة لمسيرته المهنية، وبفضلها تحققت تسوية تعويضات ألاباما بشكل سلمي. تعامل فيش أيضًا ببراعة مع حادثة سفينة فيرجينوس، مما جنّب الولايات المتحدة خوض حرب مع إسبانيا. يغفل المؤرخون عن نجاح فيش في تحقيق السلام والهدنة في أمريكا الجنوبية. وعندما كان وزيرًا للخارجية، لم يُبدِ فيش التعاطف مع محنة الأمريكيين الأفارقة، وعارض ضم بلدان أمريكا اللاتينية. تقليديًا، يعتبر المؤرخون فيش أحد وزراء الخارجية الأبرز في أمريكا. وفيما بعد، عمل أحفاد فيش من الذكور في مجلس النواب الأمريكي لثلاثة أجيال متعاقبة.

## سنواته الأولى، والتعليم، والعمل
وُلد هاميلتون فيش في 3 أغسطس 1808 في بيتٍ أصبح يُعرف في الوقت الحاضر باسم هاميلتون فيش هاوس في غرينتش فيليج، في مدينة نيويورك. ووالداه هما نيكولاس فيش وإليزابيث ستايفسنت (ابنة بيتر ستايفسنت وسليل الحاكم العام لمستعمرة نيو أمستردام بيتر ستايفسنت). سُمّي على اسم صديق والديه ألكسندر هاميلتون. كان نيكولاس فيش (1758–1833) سياسيًا بارزًا من الحزب الفيدرالي الأمريكي، وشخصية بارزة في حرب الاستقلال الأمريكية. وعمِل الكولونيل فيش في حملة يورك تاون التي أفضت إلى استسلام اللورد كورنواليس. يُعتبر بيتر ستايفسنت من أبرز مؤسسي نيويورك، التي كانت آنذاك مستعمرة هولندية، وتملكت عائلته الكثير من العقارات في مانهاتن.
تلقى فيش تعليمه الابتدائي في مدرسة إم بانسيل الخاصة. في العام 1827، تخرج فيش في كلية كولومبيا، بمرتبة الشرف. في كلية كولومبيا، تعلّم فيش تحدُّث الفرنسية بطلاقة، وهي اللغة التي أفادته فيما بعد خلال عمله كوزير للخارجية الأمريكية. بعد تخرجه، درس فيش القانون لثلاث سنوات في مكتب محاماة بيتر إيه جاي، وعمل رئيسًا لجمعية فيلوليكسيان، وقُبل في نقابة المحامين في نيويورك في العام 1830، وعمل لفترة قصيرة مع ويليام بيتش لورانس. ونظرًا لتأثر فيش سياسيًا بوالده، فقد انضم إلى حزب اليمين. شغل منصب مأمور صكوك مدينة ومحافظة نيويورك من العام 1831 حتى 1833، وترشّح عن حزب اليمين لجمعية ولاية نيويورك في العام 1834، ولم ينجح.

## الزواج والعائلة
في 15 ديسمبر 1836، تزوج هاميلتون فيش من جوليا كين (سليلة أحد سكان نيويورك الذي كان حاكم ولاية نيو جيرسي، ويليام ليفينغستون). وُصِفت حياتهما الزوجية الطويلة بأنها سعيدة، وكانت السيدة فيش معروفة «بكياستها وحكمتها». أنجب الزوجان ثلاثة أبناء وخمس بنات. وتوجد عدة شخصيات بارزة من أقارب وأحفاد هاميلتون فيش.

## مسيرته السياسية في نيويورك

### عضوًا في مجلس النواب الأمريكي
لمدة ثماني سنوات بعد فشل ترشحه كنائب في جمعية ولاية نيويورك، تردد فيش في الترشح للمنصب. ومع ذلك، أقنعه قادة حزب اليمين في العام 1842 بالترشح لمجلس النواب الأمريكي. في نوفمبر، انتُخب فيش عضوًا في مجلس النواب، بعد أن هزم مرشح الحزب الديمقراطي جون ماكيون، وعمل في الكونغرس الأمريكي الثامن والعشرين عن المنطقة السادسة بنيويورك بين الأعوام 1843 و1845. في ذلك الحين، كان حزب اليمين أقلية في مجلس النواب الأمريكي؛ ومع هذا، فقد اكتسب فيش خبرة وطنية قيمة من خلال عمله في لجنة الشؤون العسكرية. أخفق فيش في محاولة إعادة انتخابه لفترة ثانية في مجلس النواب.

### نائبًا للحاكم
كان فيش مرشح حزب اليمين لمنصب نائب حاكم نيويورك في العام 1846، لكنه هُزم أمام الديموقراطي أديسون غاردينر الذي دعمه حزب مكافحة الإيجار. رفض المزارعون المستأجرون في نيويورك دفع الإيجار لمالكي الأراضي الكبيرة، ولجأوا أحيانًا إلى العنف والترهيب. وكان فيش سابقًا قد عارض حزب مناهضة الإيجار لتوظيفه أساليب غير قانونية في عدم دفع الإيجار. انتخب غاردينر في مايو 1847 قاضيًا في محكمة الاستئناف بنيويورك، وهكذا أصبح منصب نائب الحاكم شاغرًا. ثم انتُخب فيش في نوفمبر 1847 لملء المنصب الشاغر، وأصبح نائب الحاكم في العام 1848. حظي نائب الحاكم فيش بسمعة طيبة لكونه «توافقيًا» و «حازمًا» بخصوص مجلس الشيوخ في نيويورك.

### حاكمًا
في نوفمبر 1848، انتُخب فيش حاكمًا لنيويورك، متغلبًا على جون إيه ديكس وروبن إيتش والوورث، وبقي في المنصب من 1 يناير 1849 حتى 31 ديسمبر 1850. في سن الأربعين، كان فيش واحدًا من أصغر الحكام الذين انتُخبوا لمنصب الحاكم في تاريخ نيويورك. نادى فيش بإنشاء مرافق التعليم العام المجانية في جميع أنحاء ولاية نيويورك، وأقرّ قانونًا بذلك. كما دعا إلى بناء ملاجئ ومدارس لذوي الإعاقة الذهنية، ووقع قانونًا على ذلك. خلال فترة خدمته، اتّسع نظام القنوات في ولاية نيويورك. في العام 1850، أوصى فيش الهيئة التشريعية للولاية بتشكيل لجنة لجمع ونشر القوانين الاستعمارية في نيويورك. لم تُلغ الهيئة التشريعية في نيويورك أيًا من مشاريع القوانين التي نقضها الحاكم فيش. في رسائله السنوية، عارض فيش انتشار العبودية في الأراضي المكتسبَة جرّاء الحرب المكسيكية الأمريكية، بما في ذلك كاليفورنيا ونيو مكسيكو. حظي فيش بشعبية على مستوى البلاد بفضل رسائله فيش المناهضة للعبودية، واعتزم الرئيس زكاري تايلور، الذي كان كذلك من حزب اليمين، تقليد فيش منصب وزير الخزانة بعد تعديل وزاري. إنما تُوفي تايلور في منصبه قبل أن يتمكن من تسمية فيش. وبالرغم من شعبيته الوطنية، لم يُرشّح فيش لمنصب الحاكم مرة أخرى.

### عضوًا في مجلس الشيوخ الأمريكي
بعد تقاعد الحاكم فيش من منصبه، لم يسْعَ علنًا إلى الترشُّح عضوًا في مجلس الشيوخ الأمريكي. ومع ذلك، في يناير 1851، اقترح مؤيّدا فيش، ويليام سيوارد وثورلو ويد من حزب اليمين، ترشيحه لمنصب عضوٍ في مجلس الشيوخ الأمريكي. تلا ذلك حدوث أزمةٍ بخصوص ترشيحه بسبب انزعاج أحد أعضاء الهيئة التشريعية في نيويورك من حزب اليمين من فيش لعدم دعمه العلني لمساومة عام 1850. قبل الانتخابات، صرّح فيش أن تنفيذ القوانين هو عمل الحكومة. وعلى الرغم من أن فيش لم يؤيد انتشار العبودية، إلا أنه كان مترددًا في دعم حزب التراب الحر. في نهاية المطاف، وعند الغياب الواضح لاثنين من أعضاء مجلس الشيوخ من الحزب الديمقراطي اللذين عارضا ترشيح فيش، اتخذ مجلس الشيوخ إجراءات الترشيح وعُقد التصويت. في 19 مارس 1851، انتُخب فيش عضوًا في مجلس الشيوخ عن ولاية نيويورك، وتولّى منصبه في 1 ديسمبر، وعمل جنبًا إلى جنب مع ويليام سيوارد، الذي أصبح وزيرًا للخارجية فيما بعد.
في مجلس الشيوخ الأمريكي، كان فيش عضوًا في لجنة العلاقات الخارجية بمجلس الشيوخ الأمريكي حتى نهاية فترة خدمته في 4 مارس 1857. أصبح فيش صديقًا لوليام مارسي، وزير الخارجية خلال رئاسة فرانكلين بيرس، والمدعي العام كاليب كوشينغ. وفي أواخر فترة عضويته، كان فيش جمهوريًا، وانضم لفصيلٍ مناهض بشكل معتدل للعبودية. خلال خمسينيات القرن التاسع عشر، حلّ الحزب الجمهوري محل حزب اليمين باعتباره الحزب الرئيسي مقابل الحزب الديمقراطي. بحلول العام 1856، وعلى المستوى الشخصي كان فيش يعتبر نفسه عضوًا في حزب اليمين، بالرغم من معرفته أن الحزب لم يعد قابلًا للاستمرار من الناحية السياسية. كان فيش سيناتورًا هادئًا، وليس متحدثًا صاخبًا، ويفضل الانطواء على نفسه.

## وصلات خارجية
- هاميلتون فيش على موقع الموسوعة البريطانية (الإنجليزية)
- هاميلتون فيش على موقع إن إن دي بي (الإنجليزية)